# Одалиска в красных шароварах
«Одалиска в красных шароварах» (фр. Odalisque au pantalon rouge, англ. Odalisque in Red Pants) — созданная в 1925 году картина французского художника Анри Матисса. На полотне изображена полуобнажённая (топлес) женщина, сидящая на полу у стены в красных штанах. В 1981 году картину приобрёл Музей современного искусства Каракаса (Венесуэла) за 480 000 долларов США у нью-йоркской галереи Мальборо. В 2000 году неизвестные похитили полотно из музея, заменив оригинал копией. Подмена была обнаружена не сразу, несмотря на то, что подделку впоследствии называли «очень неаккуратной»: она имела явные расхождения с оригиналом и была написана акрилом, а не маслом. Спустя 11 лет произведение удалось обнаружить и вернуть в музей. Стоимость картины на сегодняшний день оценивается в 3 миллиона долларов США.

## Описание
С османско-турецкого языка «одалиска» дословно переводится как «комнатная девушка» и обычно означает рабыню или прислужницу в гареме. В европейских романах из восточной жизни, вследствие неправильного понимания турецкого слова, одалиска стала обозначать обитательницу гарема, наложницу, поэтому этот термин стал употребляться для обозначения эротического жанра в живописи, где изображена зачастую лежащая на боку обнажённая восточная женщина.
Образ одалисок привлекал воображение многих западных художников XIX века. На их картинах одалиски обычно изображались молодыми, прекрасными полуобнажёнными женщинами в восточных одеждах и интерьерах. На изображениях они либо возлежали на подушках на фоне ковров и кальяна, либо исполняли танец живота перед своим господином. Одалиски появляются в работах Жана Энгра, Мариа Фортуни, Францишека Жмурко, Франсуа Буше, Жюля Лефевра и других художников. Анри Матисс написал целый цикл работ с одалисками: «Стоящая одалиска с отражением в зеркале» (1923), «Одалиска, гармония в красном» (1926), «Одалиска в серой юбке-брюках» (1927, Музей Оранжери, Париж, Франция), «Одалиска с турецким креслом» (1928, Национальный музей современного искусства, Центр Жоржа Помпиду, Париж, Франция), «Одалиски» (1928), «Одалиска. Голубая гармония» (1937), «Одалиска в чёрном кресле» (1942) и другие. Полотно «Лежащая одалиска с магнолиями» было продано в 2018 году на аукционе Christie’s за 80 750 000 долларов США.
В центре картины «Одалиска в красных шароварах» из музея Каракаса — молодая женщина с обнажённой грудью, но в ярких красных шароварах. Она сидит, согнув ноги, на полу или полосатом матрасе на фоне полосатых обоев. С одной стороны у её ног располагается открытый сундук с бельём, с другой стороны — ваза с цветами. У женщины тёмные волосы и яркие красные губы, под цвет шаровар. Лицо одалиски не выражает эмоций, возможно, она о чём-то задумалась. Картина написана в 1925 году маслом на холсте 61 х 73,5 см.
В 1981 году картину приобрёл Музей современного искусства Каракаса (Венесуэла) за 480 000 долларов США у нью-йоркской галереи Мальборо (анг. Marlborough).

## Кража
В 2002 году появилась информация о том, что якобы подлинник этой картины появился на чёрном рынке. Арт-дилер из Майами Дженаро Амброзино (анг. Genaro Ambrosinо) сообщил в Музей современного искусства в Каракасе о попытках продажи картины неким полковником Национальной гвардии Венесуэлы. Сотрудники музея не спешили признать факт кражи, так как картина продолжала находиться в музее. Амброзино пришлось воздействовать на музей через СМИ. В результате проведённой экспертизы подтвердилось, что в музее находится копия. В ходе этой же проверки выяснилось, что из музея пропали ещё 14 картин. «Одалиска» была заменена копией либо около 1999, либо около 2001 года (некоторые СМИ называют также 2002 год). Получается, что в течение нескольких лет в висевшей в музее картине никто не смог распознать фальшивку.
Венесуэльская журналистка Марианела Бальби провела расследование, результаты которого опубликовала в своей книге El rapto de la Odalisca. В частности она выяснила, что за 10 лет с момента кражи полотно постоянно переходило из рук в руки и побывало в  Нью-Йорке, Париже, Мехико, а затем оказалось в Майами, где его обнаружили агенты ФБР. Они изъяли картину у жителя США Педро Гусмана и мексиканки Марии Марта Ласо, когда те пытались продать работу за 740 тысяч долларов США агентам ФБР под прикрытием. В настоящий момент стоимость полотна оценивается в 3 миллиона долларов.
В 2012 году венесуэльская художница Виолетта Буле устроила акцию: около 20 девушек топлес в красных шароварах пришли к Музею современного искусства в Каракасе с требованием вернуть картину из США обратно в музей. В 2014 году полотно было возвращено в Венесуэлу. Министр культуры страны Фидель Барбарито назвал возвращение картины «ещё одним достижением боливарианской революции, то есть социалистического строя, воцарившегося в стране с 1999 года, и государства, которое ценит искусство».
В 2014 году музей организовал выставку обеих работ: подлинной и подделки. СМИ сообщают, что подделку признали «очень неаккуратной»: в ней есть расхождения с оригиналом (например, цвет вазы), она написана акрилом, а не маслом. Почему так долго копия провисела в музее, не вызывая вопросов, — неизвестно. Личности похитителей «Одалиски» до сих пор не установлены.
В 2022 году на телеканале «Продвижение» в рамках проекта «Арт-детективы» вышел документальный фильм о краже этой картины.